# Ammobates hipponensis
Ammobates hipponensis är en biart som beskrevs av Pérez 1902. Ammobates hipponensis ingår i släktet Ammobates och familjen långtungebin. Inga underarter finns listade i Catalogue of Life.